# Sofiane Bouchar
Sofiane Bouchar, né le 21 mai 1994 à Skikda, est un footballeur algérien, qui évolue au poste de défenseur central au  Qadsia SC

## Biographie
Sofiane Bouchar, né le 21 mai 1994 à Skikda, Avec le club de l'ES Sétif, il participe à la Ligue des champions africaine en 2015. Lors de cette compétition, il inscrit un but contre l'équipe gambienne du Real de Banjul.

## Statistiques
| Saison                | Club                  | Championnat           | Championnat | Championnat | Coupe(s) nationale(s) | Coupe(s) nationale(s) | Supercoupe | Supercoupe | Compétition(s) continentale(s) | Compétition(s) continentale(s) | Compétition(s) continentale(s) | Total | Total |
| Saison                | Club                  | Division              | M.          | B.          | M.                    | B.                    | M.         | B.         | Comp.                          | M.                             | B.                             | M.    | B.    |
| 2013-2014             | ES Sétif              | 1                     | 4           | 0           | 0                     | 0                     | -          | -          | C1                             | 0                              | 0                              | 4     | 0     |
| 2014-2015             | ES Sétif              | 1                     | 10          | 0           | 3                     | 0                     | -          | -          | C1                             | 4                              | 1                              | 17    | 1     |
| 2015-2016             | ES Sétif              | 1                     | 21          | 0           | 5                     | 0                     | -          | -          | C1                             | 8                              | 0                              | 34    | 0     |
| 2016-2017             | ES Sétif              | 1                     | 9           | 0           | 6                     | 1                     | -          | -          | -                              | -                              | -                              | 15    | 1     |
| 2017-2018             | CR Belouizdad         | 1                     | 27          | 0           | 4                     | 0                     | -          | -          | C3                             | 5                              | 1                              | 36    | 1     |
| 2018-2019             | MC Oran               | 1                     | 11          | 2           | 0                     | 0                     | -          | -          | -                              | -                              | -                              | 11    | 2     |
| 2018-2019             | CR Belouizdad         | 1                     | 14          | 1           | 8                     | 1                     | -          | -          | -                              | -                              | -                              | 22    | 2     |
| Total sur la carrière | Total sur la carrière | Total sur la carrière | 96          | 3           | 26                    | 2                     | 0          | 0          | -                              | 17                             | 2                              | 139   | 7     |

## Palmarès
- Champion d'Algérie en 2015 et 2017 avec l'ES Sétif et en 2020, 2021, 2022 et 2023 avec le CR Belouizdad.
- Vainqueur de la Coupe d'Algérie en 2019 avec le CR Belouizdad.
- Vainqueur de la Supercoupe d'Algérie en 2015 avec l'ES Sétif et en 2020 avec le CR Belouizdad.
- Finaliste de la Supercoupe d'Algérie en 2017 avec le CR Belouizdad.